# Denudáció
A denudáció (latin eredetű szó), geológiai értelemben a föld felületének a különféle tényezők által (atmoszferiliák) előidézett átalakulása. Fő tényezői, melyek behatása a nehézség törvényén alapszik, a következők: levegő, szárazság, fagy, eső, folyók, források, tavak, óceán, gleccserek, a növényi és állati élet.
A földet alkotó kőzetek a felsorolt tényezők behatásának keménységük szerint ellenállanak, mely tulajdonságukkal a vidék folyton tartó átalakulása szoros kapcsolatban van.
A denudáció hatása hazánk domborzati viszonyaiban is feltalálható: ugyanis a közép tájat a jégkorszakban lerakodott lösz (sárgaföld) és homok alkotja, mig az észak és észak-nyugati rész kemény vulkáni kőzetekből áll, a kőzetek ellenálló képessége eredményezte a középtájon az Alföldet, északon pedig a hegyvidék jelleg megtartását.